# PAOK Salonic
PAOK Salonic (greacă: Π.Α.Ο.Κ. - Πανθεσσαλονίκειος Αθλητικός Όμιλος Κωνσταντινουπολιτών, Panthessalonikeios Athlitikos Omilos Konstantinoupoliton) este o echipă de fotbal din Salonic, Grecia, fondată în anul 1926. Nu a retrogradat niciodată de la înființare din Prima Ligă greacă de fotbal.

## Titluri
- Campionatul Greciei

Campioni (4):  1976, 1985, 2019, 2024
Locul 2 (8): 1937, 1940, 1973, 1978, 2009, 2013, 2018,2022
- Cupa Greciei

Câștigători (8): 1972, 1974, 2001, 2003, 2017, 2018, 2019, 2021
Finaliști (14)*: 1939, 1951, 1955, 1970, 1971, 1973, 1977, 1978, 1981, 1983, 1985, 1992, 2022, 2023.
(*) Record în Grecia

## Istoric antrenori
| Antrenorii echipei PAOK Salonic | Antrenorii echipei PAOK Salonic | Antrenorii echipei PAOK Salonic | Antrenorii echipei PAOK Salonic |
| --- | --- | --- | --- |
| - Konstantinos Andreadis (1926-1931) - Rudolf Gassner (1931-1932) - Aristotelis Armaris (1932-1933) - Nikos Sankionis (1933-1934) - Niciun antrenor (1934-1945) - Charilaos Papadopoulos (1945-1946) - Aristotelis Armaris (1946-1947) - Nikos Avelakis (1947-1948) - Kostas Deligiorgis (1948-1949) - Nikos Pangalos (1949-1950) - Wilhelm Sefzik (1950-1952) - Nikos Pangalos (1952-1953) - Ermao Hoffman (1955-1956) - Niko Polti (1956-1957) - Kleánthis Vikelídis (1957) - Walter Pfeffer (1957) - Kostas Zogas (1957-1958) - Dionysis Minardos (1958-1959) - Žarko Mihajlović (1959-1961) - Karl Durspekt (1961-1963) - György Babolchay (1963-1965) - Mile Kos (1965-1966) - Lefteris Papadakis (1966) | - Nikos Pangalos (1967-1968) - Dimitris Kalogiannis (1968) - Ivor Powell (1968) - Janko Janevski (1968-1969) - Jenő Csaknády (1969-1970) - Ivan Horvat (1970-1971) - Giorgos Chasiotis (1971) - Les Shannon (1971-1974) - Apostolos Progios (1974) - Gyula Lóránt (1974-1976) - Branko Stanković (1976-1977) - Billy Bingham (1977-1978) - Dimitris Kalogiannis (1978) - Lákis Petrópoulos (1978-1979) - Egon Piechaczek (1979-apr.1980) - Gyula Lóránt (apr.1980-1981) - Aristos Fountoukidis (1981) - Heinz Höher (1981-1983) - Pál Csernai (1983-1984) - Walter Skocik (1984-mar.1986) - Michalis Bellis (mar.1986-1986) - Thijs Libregts (1986-dec.1987) - Michalis Bellis (dec.1987-1988) | - Rinus Israël (1988-ian.1989) - Nikos Alefantos (ian.-apr.1989) - Stávros Saráfis (apr.1989-1989) - Rob Jacobs (1989-dec.1990) - Chrístos Terzanídis (dec.1990-1991) - Miroslav Blažević (1991-mar.1992) - Giánnis Goúnaris (mar.1992-1992) - Ljupko Petrović (1992-ian.1993) - Stávros Saráfis (ian.1993) - Oleg Blokhine (feb.1993-feb.1994) - Stávros Saráfis (feb.1994-1994) - Arie Haan (1994-oct.1995) - (oct.-nov.1995) - Dragan Kokotović (nov.1995-feb.1996) - Michalis Bellis (fev.1996-1996) - Gunder Bengtsson (1996-dec.1996) - Chrístos Archontídis (dec.1996-1998) - Oleg Blohin (1998-sep.1998) - Chrístos Archontídis (sep.1998-feb.1999) - Arie Haan (feb.-nov.1999) - Stávros Saráfis (nov.-dec.1999) - Dušan Bajević (ian.2000-2002) - Ángelos Anastasiádis (2002-sep.2004) | - Rolf Fringer (sep.2004-feb.2005) - Nikos Karageorgiou (feb.-sep.2005) - Yórgos Kostíkos (sep.2005-feb.2006) - Ilie Dumitrescu (feb.-oct.2006) - Stávros Saráfis (oct.2006) - Momčilo Vukotić (oct.2006-ian.2007) - Georgios Paraschos (ian.-sep.2007) - Fernando Santos (sep.2007-2010) - Mario Beretta (2010) - Pavlos Dermitzakis (2010-oct.2010) - Makis Chavos (oct.2010-2011) - László Bölöni (2011-2012) - Giorgos Donis (2012-apr.2013) - Yórgos Yeoryádis (apr.2013-2013) - Huub Stevens (2013-mar.2014) - Yórgos Yeoryádis (mar.2014-2014) - Ángelos Anastasiádis (2014-mar.2015) - Yórgos Yeoryádis (mar.2015-2015) - Igor Tudor (2015-mar.2016) - Vladimir Ivić (mar.2016-iun.2017) - Aleksandar Stanojević (iun.2017-aug.2017) - Răzvan Lucescu (aug.2017-iun 2019) - Abel Ferreira (iul. 2019-oct. 2020) - Pablo García (oct.2020-mai 2021) - Răzvan Lucescu (mai 2021-) |

- Fernando Santos este antrenorul care a petrecut cel mai mult timp consecutiv la echipă (2 ani și 10 luni), în timp Mario Beretta a petrecut cel mai scurt timp pe banca PAOK-ului (38 de zile).
- Angelos Anastasiadis este antrenorul care a petrecut cel mai mult timp la echipă la general (4 ani și 2 luni), în trei perioade distincte.